# Вернан, Жан-Пьер
Жан-Пьер Вернан (фр. Jean-Pierre Vernant; 4 января 1914 года, Провен, деп. Сена и Марна — 9 января 2007 года, Севр) — французский историк-эллинист и антрополог, исследователь-структуралист. Эмерит-профессор Коллеж де Франс.

## Биография
Его отец погиб на фронте Первой мировой войны, а мать он потерял в 8-летнем возрасте.
Учился в лицее Карно, затем изучал философию и психологию в Сорбонне, ученик Луи Жерне и Иньяса Мейерсона (fr:Ignace Meyerson). В 1937 году получил агреже (фр. agrégé) по философии.
Примкнул к движению Коммунистической молодёжи, с 1940 года — деятельный участник Сопротивления, с 1944 года под именем полковника Бертье командовал партизанскими отрядами Верхней Гаронны, награждён орденом Освобождения, Военным крестом, орденом «За заслуги». После войны — член ФКП (вышел из партии в 1969 году), участвовал в движении за мир.
Преподавал философию в лицеях Тулузы и Парижа, с 1948 года сотрудник Национального центра научных исследований (CNRS), а с 1958 года — в Высшей школе социальных исследований (EHESS), в 1964 году создал и возглавил там отдел сравнительного изучения древних обществ, в 1975—1984 годах профессор Коллеж де Франс, затем почётный профессор.
Неоднократно посещал СССР и Россию. Первый визит состоялся в 1934 году, членом делегации университетских преподавателей и студентов. По приглашению Института истории естествознания и техники читал лекции и проводил семинары.
Автор основополагающих и широко авторитетных трудов по истории античной мысли, религии, философии, науки.
Его труды переведены на большинство европейских языков.

## Признание
- Командор ордена Почётного легиона;
- Соратник Освобождения (18 января 1946 года);
- Кавалер Большого креста ордена «За заслуги»;
- Военный крест 1939—1945 годов с пальмовой ветвью;
- Офицер ордена искусств и литературы;
- Золотая медаль Национального центра научных исследований (1984);
- Award in Humanistic Studies Американской академии искусств и наук (1993);
- Почётный доктор нескольких академий и университетов Европы и Америки (в частности Чикагского, Бристольского, Оксфордского, Критского (2002) ун-тов).
- Членкор Британской академии (1994)

## Труды
- Les origines de la pensée grecque (1962).
- Mythe et pensée chez les Grecs. Études de psychologie historique (1965).
- Mythe et tragédie en Grèce ancienne (1972, в соавторстве с Пьером Видаль-Наке).
- Mythe et société en Grèce ancienne (1974).
- Les ruses de l’intelligence. La métis des Grecs (1974, в соавторстве с Марселем Детьеном)
- Religion grecque, religions antiques (1976).
- Religion, histoires, raisons (1979).
- La cuisine de sacrifice en pays grec (1979, в соавторстве с Марселем Детьеном).
- La mort dans les yeux. Figures de l’autre en Grèce ancienne (1985).
- Mythe et tragédie, II (1986, в соавторстве с Пьером Видаль-Наке).
- Travail et esclavage en Grèce ancienne (1988, в соавторстве с Пьером Видаль-Наке).
- L’individu, la mort, l’amour. Soi-même et l’autre en Grèce ancienne (1989).
- Mythe et religion en Grèce ancienne (1990).
- Figures, idoles, masques (1990).
- La Grèce ancienne. Tome I : Du mythe à la raison (1990); Tome II : L’espace et le temps (1991); Tome III : Rites de passage et transgression (1992, все — в соавторстве с Пьером Видаль-Наке).
- Œdipe et ses mythes(1994, в соавторстве с Пьером Видаль-Наке).
- Entre mythe et politique (1996).
- L’orient ancien et nous (1996, в соавторстве).
- Dans l’œil du miroir (1997, в соавторстве).
- L’univers, les dieux, les hommes. Récits grecs des origines (1999).
- Ulysse et Persée (2004).
- La traversée des frontières (2004).

Публикации на русском языке
- Вернан, Ж.-П. Происхождение древнегреческой мысли. — М.: Прогресс, 1988.
- Вернан, Ж.-П. Вселенная, боги, люди. — М.: Независимая Газета, 2005. ISBN 5-86712-094-5
- Вернан, Ж.-П. Индия, Месопотамия, Греция: три идеологии смерти / Пер. с франц. Г. Галкиной // Новое литературное обозрение. — 1998. — № 33.